# Puerto Ricó-i tarajos anolisz
A Puerto Ricó-i tarajos anolisz (Ctenonotus cristatellus vagy Anolis cristatellus) a hüllők (Reptilia) vagy (Sauropsida) osztályába és a Polychrotidae családjába tartozó faj.

## Elterjedése
Puerto Rico és az Amerikai Virgin-szigetek területén honos. Betelepítették a Dominikai Köztársaságban és az Amerikai Egyesült Államokba.

## Megjelenése
A Puerto Ricó-i tarajos anolisz képes változtatni a színét, mint a kaméleon. Testhossza 5-8 hüvelyk.

## Életmódja
Tápláléka gerinctelenek, még gyümölcsöt is fogyaszt.

## Fordítás
- Ez a szócikk részben vagy egészben  a   Puerto Rican Crested Anole című angol Wikipédia-szócikk fordításán alapul.  Az eredeti cikk szerkesztőit annak laptörténete sorolja fel. Ez a jelzés csupán a megfogalmazás eredetét és a szerzői jogokat jelzi, nem szolgál a cikkben szereplő információk forrásmegjelöléseként.